# Adrian Leon Barišić
Adrian Leon Barišić (Stoccarda, 19 luglio 2001) è un calciatore bosniaco, difensore del Basilea.

## Carriera

### Club
Nato a Stoccarda da un famiglia croato-bosniaca, è cresciuto nel settore giovanile dell'Osijek, con cui ha debuttato in prima squadra il 2 maggio 2021, in occasione dell'incontro di Prva HNL pareggiato per 1-1 contro il Varaždin.
Il 9 gennaio 2022 viene ceduto in prestito con diritto di riscatto al Frosinone fino al termine della stagione. Debutta con i ciociari il 21 gennaio, disputando l'incontro di Serie B vinto per 0-1 contro il Parma. Il 12 marzo seguente sigla la sua prima rete in campionato, nell'incontro vinto per 3-0 contro l'Alessandria, in cui realizza la rete del temporaneo 1-0. Conclude la stagione con 12 presenze e una rete in campionato.
Tuttavia, al termine della stagione non viene riscattato, facendo ritorno all'Osijek.

### Nazionale
Ha giocato nelle nazionali giovanili bosniache Under-18, Under-19 ed Under-21.
Il 31 maggio 2023 viene convocato per la prima volta in nazionale maggiore, con cui esordisce il 17 giugno seguente nella sconfitta per 3-0 contro il Portogallo.

## Statistiche

### Presenze e reti nei club
Statistiche aggiornate al 26 aprile 2023.
| Stagione         | Squadra          | Campionato       | Campionato | Campionato | Coppe nazionali | Coppe nazionali | Coppe nazionali | Coppe continentali | Coppe continentali | Coppe continentali | Altre coppe | Altre coppe | Altre coppe | Totale | Totale |
| Stagione         | Squadra          | Comp             | Pres       | Reti       | Comp            | Pres            | Reti            | Comp               | Pres               | Reti               | Comp        | Pres        | Reti        | Pres   | Reti   |
| ---------------- | ---------------- | ---------------- | ---------- | ---------- | --------------- | --------------- | --------------- | ------------------ | ------------------ | ------------------ | ----------- | ----------- | ----------- | ------ | ------ |
| 2018-2019        | Osijek II        | 2.HNL            | 4          | 0          |                 | -               | -               |                    | -                  | -                  |             | -           | -           | 4      | 0      |
| 2019-2020        | Osijek II        | 2.HNL            | 18         | 0          |                 | -               | -               |                    | -                  | -                  |             | -           | -           | 18     | 0      |
| 2020-2021        | Osijek II        | 2.HNL            | 25         | 0          |                 | -               | -               |                    | -                  | -                  |             | -           | -           | 25     | 0      |
| 2021-gen. 2022   | Osijek II        | 2.HNL            | 10         | 0          |                 | -               | -               |                    | -                  | -                  |             | -           | -           | 10     | 0      |
| Totale Osijek II | Totale Osijek II | Totale Osijek II | 57         | 0          |                 | -               | -               |                    | -                  | -                  |             | -           | -           | 57     | 0      |
| 2020-2021        | Osijek           | 1.HNL            | 3          | 0          | CC              | -               | -               | UEL                | -                  | -                  |             | -           | -           | 3      | 0      |
| 2021-gen. 2022   | Osijek           | 1.HNL            | 1          | 0          | CC              | 1               | 0               | UECL               | 0                  | 0                  |             | -           | -           | 2      | 0      |
| gen.-giu. 2022   | Frosinone        | B                | 12         | 1          | CI              | -               | -               |                    | -                  | -                  |             | -           | -           | 12     | 1      |
| 2022-2023        | Osijek           | HNL              | 22         | 1          | CC              | 2               | 0               | UECL               | 0                  | 0                  |             | -           | -           | 24     | 1      |
| Totale Osijek    | Totale Osijek    | Totale Osijek    | 26         | 1          |                 | 3               | 0               |                    | 0                  | 0                  |             | -           | -           | 29     | 1      |
| Totale carriera  | Totale carriera  | Totale carriera  | 95         | 2          |                 | 3               | 0               |                    | 0                  | 0                  |             | -           | -           | 98     | 2      |

### Cronologia presenze e reti in nazionale
| Cronologia completa delle presenze e delle reti in nazionale ― Bosnia ed Erzegovina | Cronologia completa delle presenze e delle reti in nazionale ― Bosnia ed Erzegovina | Cronologia completa delle presenze e delle reti in nazionale ― Bosnia ed Erzegovina | Cronologia completa delle presenze e delle reti in nazionale ― Bosnia ed Erzegovina | Cronologia completa delle presenze e delle reti in nazionale ― Bosnia ed Erzegovina | Cronologia completa delle presenze e delle reti in nazionale ― Bosnia ed Erzegovina | Cronologia completa delle presenze e delle reti in nazionale ― Bosnia ed Erzegovina | Cronologia completa delle presenze e delle reti in nazionale ― Bosnia ed Erzegovina |
| Data                                                                                | Città                                                                               | In casa                                                                             | Risultato                                                                           | Ospiti                                                                              | Competizione                                                                        | Reti                                                                                | Note                                                                                |
| ----------------------------------------------------------------------------------- | ----------------------------------------------------------------------------------- | ----------------------------------------------------------------------------------- | ----------------------------------------------------------------------------------- | ----------------------------------------------------------------------------------- | ----------------------------------------------------------------------------------- | ----------------------------------------------------------------------------------- | ----------------------------------------------------------------------------------- |
| 17-6-2023                                                                           | Lisbona                                                                             | Portogallo                                                                          | 3 – 0                                                                               | Bosnia ed Erzegovina                                                                | Qual. Euro 2024                                                                     | -                                                                                   | 71’                                                                                 |
| 20-6-2023                                                                           | Zenica                                                                              | Bosnia ed Erzegovina                                                                | 0 – 2                                                                               | Lussemburgo                                                                         | Qual. Euro 2024                                                                     | -                                                                                   |                                                                                     |
| 13-10-2023                                                                          | Vaduz                                                                               | Liechtenstein                                                                       | 0 – 2                                                                               | Bosnia ed Erzegovina                                                                | Qual. Euro 2024                                                                     | -                                                                                   | 78’                                                                                 |
| 16-10-2023                                                                          | Zenica                                                                              | Bosnia ed Erzegovina                                                                | 0 – 5                                                                               | Portogallo                                                                          | Qual. Euro 2024                                                                     | -                                                                                   | 72’                                                                                 |
| 7-9-2024                                                                            | Eindhoven                                                                           | Paesi Bassi                                                                         | 5 – 2                                                                               | Bosnia ed Erzegovina                                                                | UEFA Nations League 2024-2025 - 1º turno                                            | -                                                                                   |                                                                                     |
| 10-9-2024                                                                           | Budapest                                                                            | Ungheria                                                                            | 0 – 0                                                                               | Bosnia ed Erzegovina                                                                | UEFA Nations League 2024-2025 - 1º turno                                            | -                                                                                   | 21’                                                                                 |
| 11-10-2024                                                                          | Zenica                                                                              | Bosnia ed Erzegovina                                                                | 1 – 2                                                                               | Germania                                                                            | UEFA Nations League 2024-2025 - 1º turno                                            | -                                                                                   | 82’                                                                                 |
| 16-11-2024                                                                          | Friburgo in Brisgovia                                                               | Germania                                                                            | 7 – 0                                                                               | Bosnia ed Erzegovina                                                                | UEFA Nations League 2024-2025 - 1º turno                                            | -                                                                                   |                                                                                     |
| 19-11-2024                                                                          | Zenica                                                                              | Bosnia ed Erzegovina                                                                | 1 – 1                                                                               | Paesi Bassi                                                                         | UEFA Nations League 2024-2025 - 1º turno                                            | -                                                                                   |                                                                                     |
| 21-3-2025                                                                           | Bucarest                                                                            | Romania                                                                             | 0 – 1                                                                               | Bosnia ed Erzegovina                                                                | Qual. Mondiali 2026                                                                 | -                                                                                   |                                                                                     |
| 24-3-2025                                                                           | Zenica                                                                              | Bosnia ed Erzegovina                                                                | 2 – 1                                                                               | Cipro                                                                               | Qual. Mondiali 2026                                                                 | -                                                                                   | 72’                                                                                 |
| 7-6-2025                                                                            | Zenica                                                                              | Bosnia ed Erzegovina                                                                | 1 – 0                                                                               | San Marino                                                                          | Qual. Mondiali 2026                                                                 | -                                                                                   | 46’                                                                                 |
| 10-6-2025                                                                           | Celje                                                                               | Slovenia                                                                            | 2 – 1                                                                               | Bosnia ed Erzegovina                                                                | Amichevole                                                                          | -                                                                                   | 61’                                                                                 |
| Totale                                                                              |                                                                                     | Presenze                                                                            | 13                                                                                  |                                                                                     | Reti                                                                                | 0                                                                                   |                                                                                     |

## Palmarès
- Campionato svizzero: 1

Basilea: 2024-2025
- Coppa Svizzera: 1

Basilea: 2024-2025